# Flemingia fluminalis
Flemingia fluminalis là một loài thực vật có hoa trong họ Đậu. Loài này được C.B. Clarke ex Prain miêu tả khoa học đầu tiên năm 1897.